# (12064) Guiraudon
(12064) Guiraudon (1998 FZ15) – planetoida z pasa głównego asteroid okrążająca Słońce w ciągu 4,13 lat w średniej odległości 2,57 j.a. Odkryta 28 marca 1998 roku.